# Juan Francisco Morrogh Bernard
Juan Francisco Morrogh Bernard (Gualeguaychú, 29 de marzo de 1894-Curuzú Cuatiá, 24 de agosto de 1967) fue un ingeniero agrónomo y político argentino del Partido Demócrata Nacional, que se desempeñó como diputado nacional por la provincia de Entre Ríos entre 1932 y 1943. Fue candidato a gobernador en las elecciones provinciales de 1935.

## Biografía
Nació en Gualeguaychú, Entre Ríos, en 1894. Estudió ingeniería agrónoma en la Universidad Nacional de La Plata y estuvo a cargo de la estancia de su padre, dedicándose a la actividad ganadera. Fue miembro fundador de la Asociación Argentina Criadores de Hereford.
Formó un partido local en 1926 e integró la Cámara de Senadores de Entre Ríos en 1930.
En las elecciones legislativas de 1931, fue elegido diputado nacional por la provincia de Entre Ríos, por el Partido Demócrata Nacional (PDN). Fue reelegido sucesivamente en 1934, 1938 y 1942. Su último mandato se extendía hasta 1946, pero fue interrumpido por el golpe de Estado del 4 de junio de 1943.
Se desempeñó como vicepresidente segundo de la Cámara de Diputados de 1938 a 1940, durante la presidencia de Juan Gaudencio Kaiser. Fue vocal en la comisión de Presupuesto y Hacienda y de Justicia e Instrucción Pública. En 1937, gestionó un servicio de balsa para unir Zárate (provincia de Buenos Aires) con Puerto Constanza (Entre Ríos), cruzando el río Paraná.
Durante la década de 1930, fue presidente del PDN de Entre Ríos hasta 1945. En las elecciones provinciales de 1935, fue candidato a gobernador de la provincia por el PDN con apoyo del antipersonalismo entrerriano. Quedó en segundo lugar con el 40% de los votos, triunfando el radical Eduardo Tibiletti.
Falleció por un accidente de tránsito en cercanías de Curuzú Cuatiá (provincia de Corrientes) en agosto de 1967, a los 73 años. Está sepultado en el Cementerio del Norte de Gualeguaychú. La avenida costanera de dicha ciudad lleva su nombre.